# 段欣芮
段欣芮，1992年7月28日—），汉族，中國大陆歌手，畢業於四川音乐学院。2013年10月27日，代表中国大陆参加香港TVB8举行的《TVB全球华人新秀歌唱大赛》最终获得总亚军。

## 主要经历
- 1992年，出生于四川省达州市一个普通工人家庭；
- 2010年，考入四川音乐学院流行歌舞专业；
- 2013年，参加湖南卫视《快乐男声》晋级成都50强[1]，同年10月27日，代表中国大陆参加香港TVB8举行的《TVB全球华人新秀歌唱大赛》最终获得总亚军[2][3]。
- 2015年，參加《中國好聲音》（第四季）在盲選中以《算你狠》晉級庾澄慶戰隊十二強，全國48強，在導師對決中以《親密愛人》敗給趙大格。